# Gustaf Fredrik Klingstedt
Gustaf Fredrik Klingstedt, född 13 april 1771 i Stockholm, död där 5 mars 1851, var en svensk civilmilitär.
Gustaf Fredrik Klingstedt var son till kaptenen Adam Fredrik Klingstedt. Han antogs till krigstjänst 1785 och fick ryttmästares avsked 1794. Klingstedt blev överjägmästare 1800 och 1801 förvaltare av kronomagasinet i Lovisa, Finland, en post han innehade till utbrottet av Finska kriget 1808. Han följde de finska trupperna under återtåget, anställdes som adjutant och generalkrigskommissariatets generella ombud och blev något senare överadjutant vid kommissariatet. Allteftersom armén retirerade norrut, lyckades Klingstedt under stora svårigheter rädda dess förråd till Uleåborg, och när även denna plats efter konventionen i Olkijoki blev osäker vidare norrut. Efter kapitulationen i Seivis öster om Kalix blev han chef för ekonomin vid den i Umeå förlagda delen av finska armén samt något senare generalintendent. Vid krigsutbrottet 1813 blev han åter överadjutant vid generalkrigskommissariatet för armén i Tyskland, blev följande år chef för arméns sjukhus, fick överstes namn, heder och värdighet samt var generalintendent vid 1:a armékåren mot Norge. Efter kriget gick han utan avlönad tjänst till 1820, då han blev chef för norra tulldistriktet. Han ställdes på indragningsstat 1828. Klingstedt utgav 1832 en liten skrift, Ekonomiska bidrag vid fälttågen 1808, 1809, 1813 och 1814, där han delvis till självförsvar skildrade sina vedermödor i svenska statens tjänst.